# نديم نعيمة
نديم نعيمة (1930-) هو باحث وكاتب ومترجم لبناني.

## الحياة الأكاديمية
حصل نديم نعيمة على شهادة الدكتوراه من جامعة كامبريدج عام 1963. وقد درّس في الجامعة الأميركيّة في بيروت لمدة تناهز الخمسين عامًا. بالإضافة إلى ذلك، شغل منصب عميد كلّيّة الآداب والعلوم الاجتماعيّة في جامعة البلمند لمدة ستّ سنوات. كما كان أستاذًا زائرًا في عدد من الجامعات العالمية.

## الاهتمامات الأدبية
كان نديم نعيمة معنيًا بشكل خاص بأدب القرن التاسع عشر. تتلمذ على يد عمّه ميخائيل نعيمة وحمل فكره، وقام بتأليف عدد من الكتب حول حياته وأدبه. بالإضافة إلى ذلك، اهتمّ بأدب جبران خليل جبران وحرص على ترجمة عدد من أعماله الإنجليزية إلى اللغة العربية.

## المؤلفات والجوائز
من أبرز كتبه:
1. الفنّ والحياة والحداثة والتراث.